# Nossatxov
Nossatxov (en rus: Носачёв) és un poble (un khútor) del krai de Stàvropol, a Rússia, que en el cens del 2010 tenia 267 habitants. Pertany al districte rural de Petrovski.